# Gżejjer Selmunett
Gżejjer Selmunett är en ö i republiken Malta. Den ligger i kommunen Il-Mellieħa, i den nordvästra delen av landet. Ön är obebodd. Det finns ruiner av en tidigare gård.